# Osmeriformes

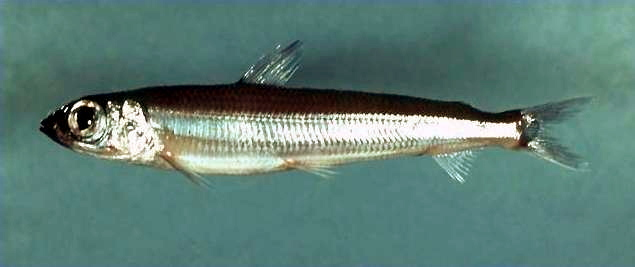
Argentina silus - fam. Argentinidae

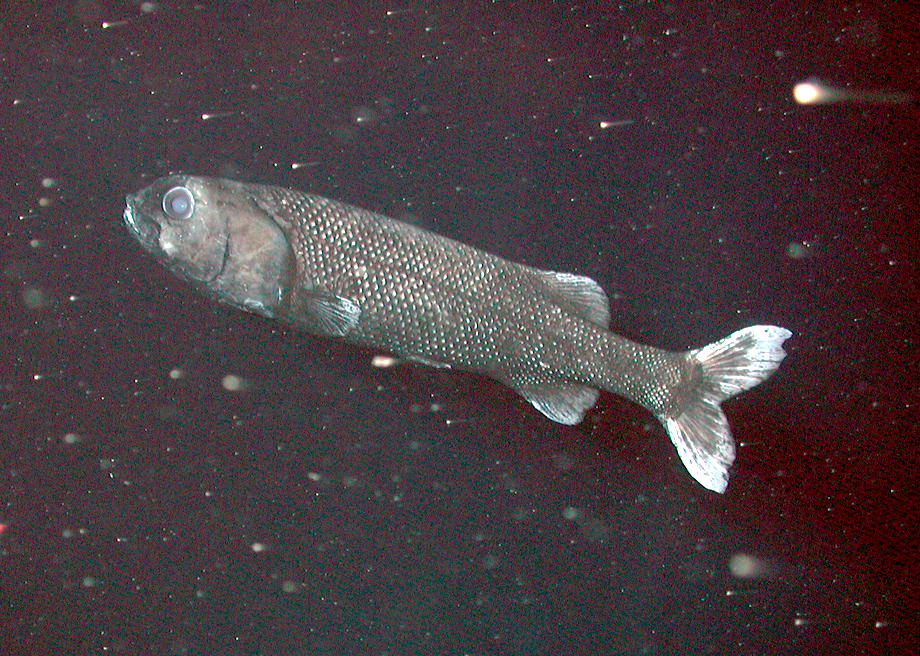
Alepocephalus tenebrosus - fam. Alepocephalidae

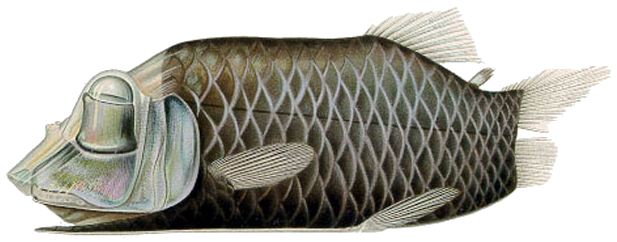
Opisthoproctus soleatus - fam. Opisthoproctidae

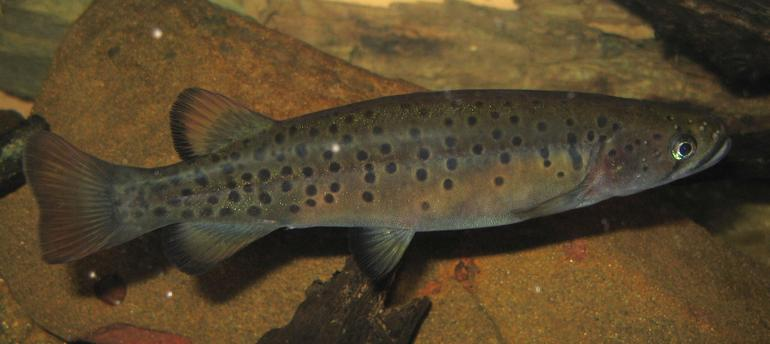
Galaxias truttaceus - fam. Galaxiidae

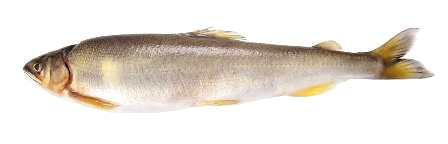
Plecoglossus altivelis - unica specie della famiglia Plecoglossidae

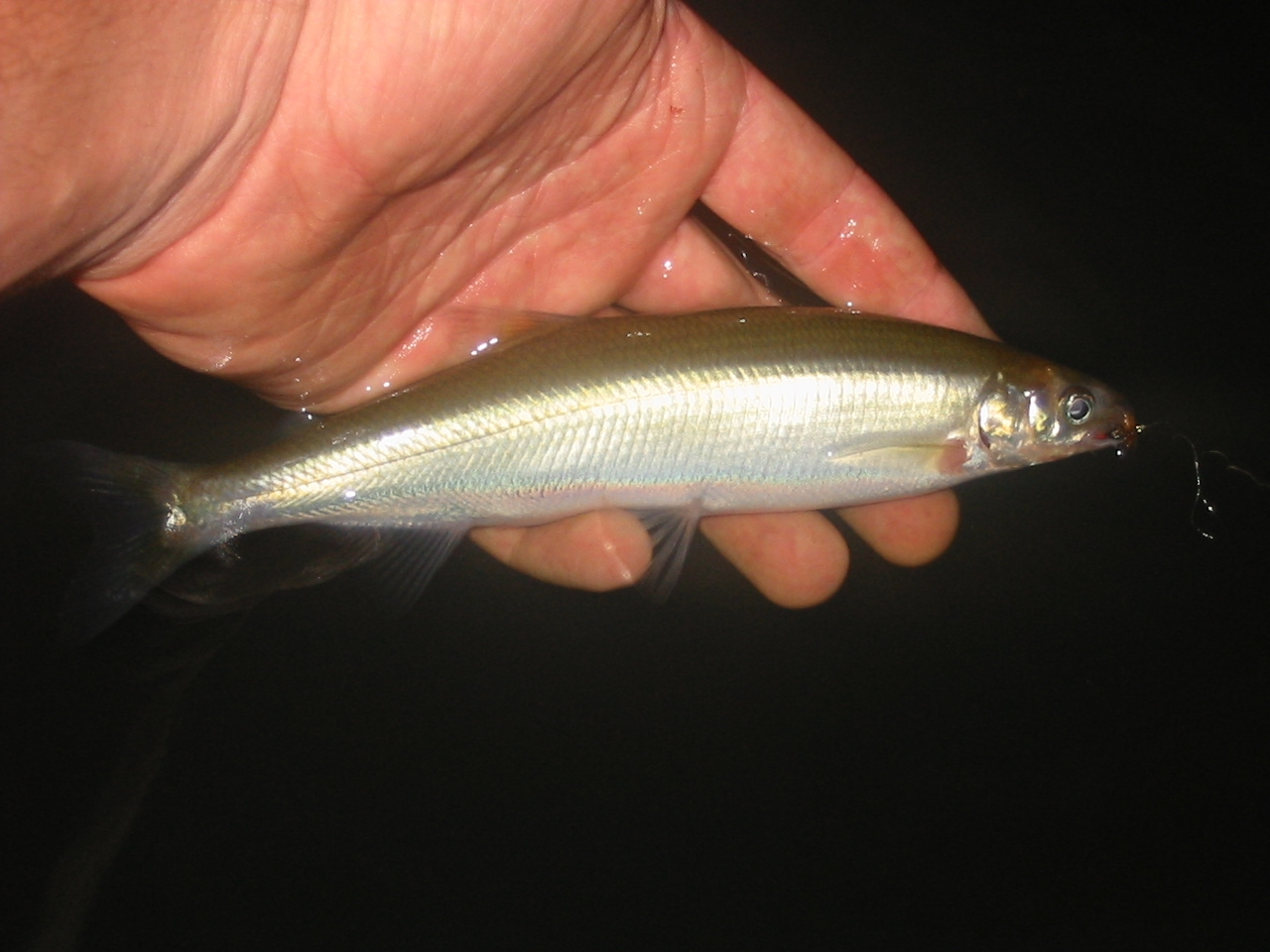
Prototroctes maraena - fam. Retropinnidae

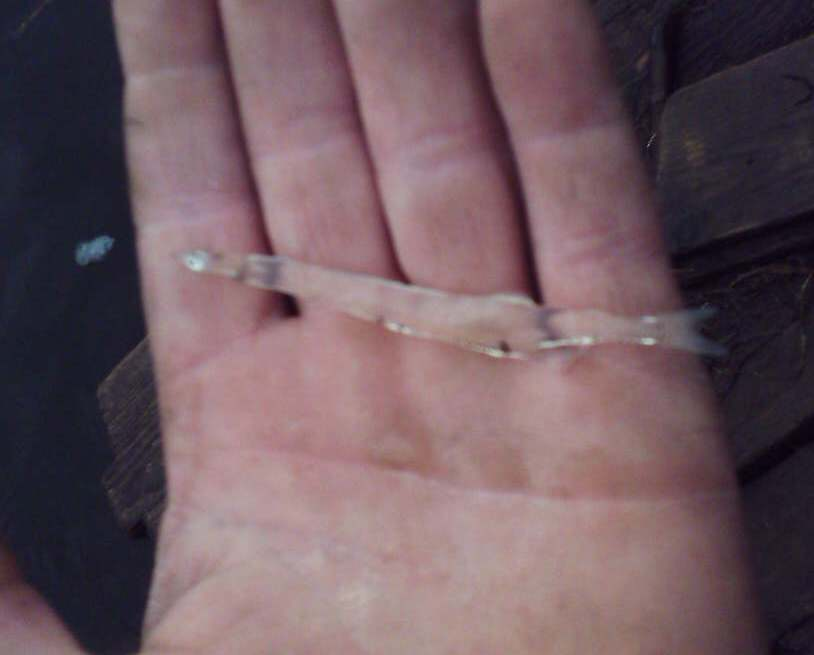
Salangichthys microdon - fam. Salangidae

Gli Osmeriformes sono un ordine di pesci ossei.

## Distribuzione e habitat
Gli Osmeriformes marini sono cosmopoliti, quelli d'acqua dolce o anadromi hanno una distribuzione bipolare, sono presenti (con famiglie diverse) alle alte latitudini di entrambi gli emisferi ma mancano nelle zone tropicali e temperate calde.
Questi pesci popolano una varietà di habitat, il sottordine Argentinoidei infatti popola le acque marine, di solito a notevoli profondità mentre gli altri Osmeriformi vivono nelle acque dolci e salmastre o sono marini costieri, in quest'ultimo caso sono anadromi, ovvero migrano nei fiumi per la riproduzione.
Costituiscono una parte notevole delle specie ittiche dulcacquicole dell'emisfero sud, soprattutto di Australia e Nuova Zelanda.

## Descrizione
L'aspetto di questi pesci è estremamente vario (si confronti, ad esempio, l'Osmerus eperlanus, il Neosalanx tangkahkeii e l'Opisthoproctus per avere un'idea della loro variabilità). Sono riuniti in un solo ordine per alcune somiglianze a livello osteologico. Di solito è presente una pinna adiposa.

## Biologia
La biologia di questi animali è varia come il loro aspetto esteriore, vi sono specie planctofaghe, altre che si cibano di invertebrati del benthos ed altre ancora predatrici di pesci. La riproduzione può avvenire nelle acque dolci o in mare.

## Pesca
Alcune specie hanno un certo valore economico ed altre sono importanti per la pesca sportiva.

## Tassonomia
Gli Osmeriformi sono stati a lungo attribuiti, come sottordini, ai Salmoniformes. Il sottordine Argentinoidei talvolta viene considerato come un ordine a parte (Argentiniformes).

## Famiglie
- Alepocephalidae
- Argentinidae
- Bathylaconidae
- Bathylagidae
- Galaxiidae
- Lepidogalaxiidae
- Leptochilichthyidae
- Microstomatidae
- Opisthoproctidae
- Osmeridae
- Platytroctidae
- Plecoglossidae
- Retropinnidae
- Salangidae